# Cecil B. DeMille
Cecil Blount DeMille (12 tháng 8 năm 1881 – 21 tháng 1 năm 1959) là một trong những đạo diễn phim Mỹ nổi tiếng nhất thế kỉ XX và từng dành giải Oscar.

## Thời niên thiếu
DeMille sinh ra tại Ashfield, Massachusetts khi cha mẹ ông đi nghỉ dưỡng ở đây. Ông lớn lên tại Washington, Bắc Carolina. Cha ông, Henry Churchill DeMille (1853–1893), một người Bắc Carolina, là nhà viết kịch và ngâm thơ trong Nhà thờ Tân giáo. Mẹ ông, Matilda Beatrice (Samuel) DeMille (1853–1923), sinh ra tại Anh trong một gia đình Do Thái nhưng cải giáo theo chồng. Ông có một anh trai William, và chị gái Agnes nhưng chết non. Năm 15 tuổi, DeMille nhập học tại Trường Quân sự Pennsylvania ở Chester, Pennsylvania. Sau khi ông Henry DeMille mất năm 40 tuổi, bà DeMille mở một trường nữ thục danh tiếng ở New Jersey.

## Sự nghiệp
DeMille đạo diễn rất nhiều phim câm, kể cả sản phẩm đầu tiên của Paramount Pictures, The Squaw Man (1914), đồng đạo diễn Oscar Apfel, trước khi lên đến thời kì đỉnh cao của danh tiếng trong suốt thập niên 1910 và đầu những năm 20 với những phim như Don't Change Your Husband (1919), Mười điều răn (1923), và The King of Kings (1927).

## Đời tư
DeMille kết hôn với Constance Adams ngày 16 tháng 8 năm 1902 và có một con gái, Cecilia. Họ còn nhận nuôi một cô bé, Katherine Lester]] vào đầu thập niên 1920s; cha bị sát hại trong Thế chiến I và mẹ qua đời vì lao. Katherine cưới Anthony Quinn. Họ cũng nhận nuôi hai con trai, John và Richard, sau này trở thành một nhà làm phim, kịch tác giả và nhà tâm lý nổi tiếng.
Trong quá trình làm phim tại Ai Cập cho phần tiếp theo năm 1956 của Mười điều răn, DeMille khi đó 73 tuổi đã leo 107 bậc lên đến đỉnh kim tự tháp Rameses và đột quỵ. Sau đó, ông không nghe theo chỉ định của bác sĩ, tiếp tục quay lại làm phim sau một tuần.
Ông qua đời vì suy tim vào tháng 1 năm 1959 và được mai táng tại Hollywood Forever Cemetery. Khi đó, ông đang dự định làm một bộ phim về du hành vũ trụ.

## Vinh danh
- Một hạng mục của giải Quả cầu vàng, Giải Cecil B. DeMille được trao tặng hàng năm để vinh danh những cống hiến suốt đời cho ngành công nghiệp điện ảnh.

## Phim tham gia (vai trò đạo diễn)
| - The Squaw Man (1914) - Brewster's Millions (1914) - The Master Mind (1914) - The Only Son (1914) - The Man on the Box (1914) - The Call of the North (1914) - The Virginian (1914) - What's His Name (1914) - The Man from Home (1914) - Rose of the Rancho (1914) - The Ghost Breaker (1914) - The Girl of the Golden West (1915) - After Five (1915) - The Warrens of Virginia (1915) - The Unafraid (1915) - The Captive (1915) - The Wild Goose Chase (1915) - The Arab (1915) - Chimmie Fadden (1915) - Kindling (1915) - Carmen (1915) - Chimmie Fadden Out West (1915) - The Cheat (1915) - Temptation (1915) - The Golden Chance (1915) - The Trail of the Lonesome Pine (1916) - The Heart of Nora Flynn (1916) - Maria Rosa (1916) - The Dream Girl (1916) - Joan the Woman (1917) - Lost and Won (1917) - A Romance of the Redwoods (1917) - The Little American (1917) - The Woman God Forgot (1917) - Nan of Music Mountain (1917) - The Devil-Stone (1917) - The Whispering Chorus (1918) - Old Wives for New (1918) - We Can't Have Everything (1918) - Till I Come Back to You (1918) | - The Squaw Man (1918) - Don't Change Your Husband (1919) - For Better, for Worse (1919) - Male and Female (1919) - Why Change Your Wife? (1920) - Something to Think About (1920) - Trái cấm (1921) - The Affairs of Anatol (1921) - Fool's Paradise (1921) - Saturday Night (1922) - Manslaughter (1922) - Adam's Rib (1923) - Mười điều răn (1923) - Triumph (1924) - Feet of Clay (1924) - The Golden Bed (1925) - The Road to Yesterday (1925) - The Volga Boatman (1926) - The King of Kings (1927) - Walking Back (1928) - The Godless Girl (1929) - Dynamite (1929) - Madam Satan (1930) - The Squaw Man (1931) - The Sign of the Cross (1932) - This Day and Age (1933) - Four Frightened People (1934) - Cleopatra (1934) - The Crusades (1935) - The Plainsman (1936) - The Buccaneer (1938) - Union Pacific (1939) - Northwest Mounted Police (1940) - Reap the Wild Wind (1942) - The Story of Dr. Wassell (1944) - Unconquered (1947) - California's Golden Beginning (1948) (chương trình ngắn) - Samson and Delilah (1949) - The Greatest Show on Earth (1952) - Mười điều răn (1956) |

## Phim tham gia (vào vai bản thân)
- Felix in Hollywood (1923)
- Sunset Boulevard (1950)
- The Fallbrook Story (short subject) (1951)
- Son of Paleface (1952)